# Cantique de Jean Racine de Bonis
Pour l’article homonyme, voir Cantique de Jean Racine.
Le Cantique de Jean Racine, op. 144, est une œuvre de la compositrice Mel Bonis, datant de 1934.

## Composition
Mel Bonis compose son Cantique de Jean Racine pour chœur mixte, ténor ou soprano solo, orgue et harpe, en 1934. Le manuscrit brouillon porte la mention « la copie au net est chez M. Tremblay ». L'œuvre n'a été éditée qu'à titre posthume en 1977 aux éditions Eschig, puis par Armiane en 1998.
Le texte mis en musique par Bonis n'est pas celui choisi par Fauré, mais un large extrait de "Sur les vaines occupations des gens du siècle".

## Réception
Dans la correspondance avec Maurice Tremblay, ce dernier félicite le compositrice pour son Cantique de Jean Racine.

## Sources
- Étienne Jardin, Mel Bonis (1858-1937) : parcours d'une compositrice de la Belle Époque, 2020 (ISBN 978-2-330-13313-9 et 2-330-13313-8, OCLC 1153996478, lire en ligne)